# 래더 로직

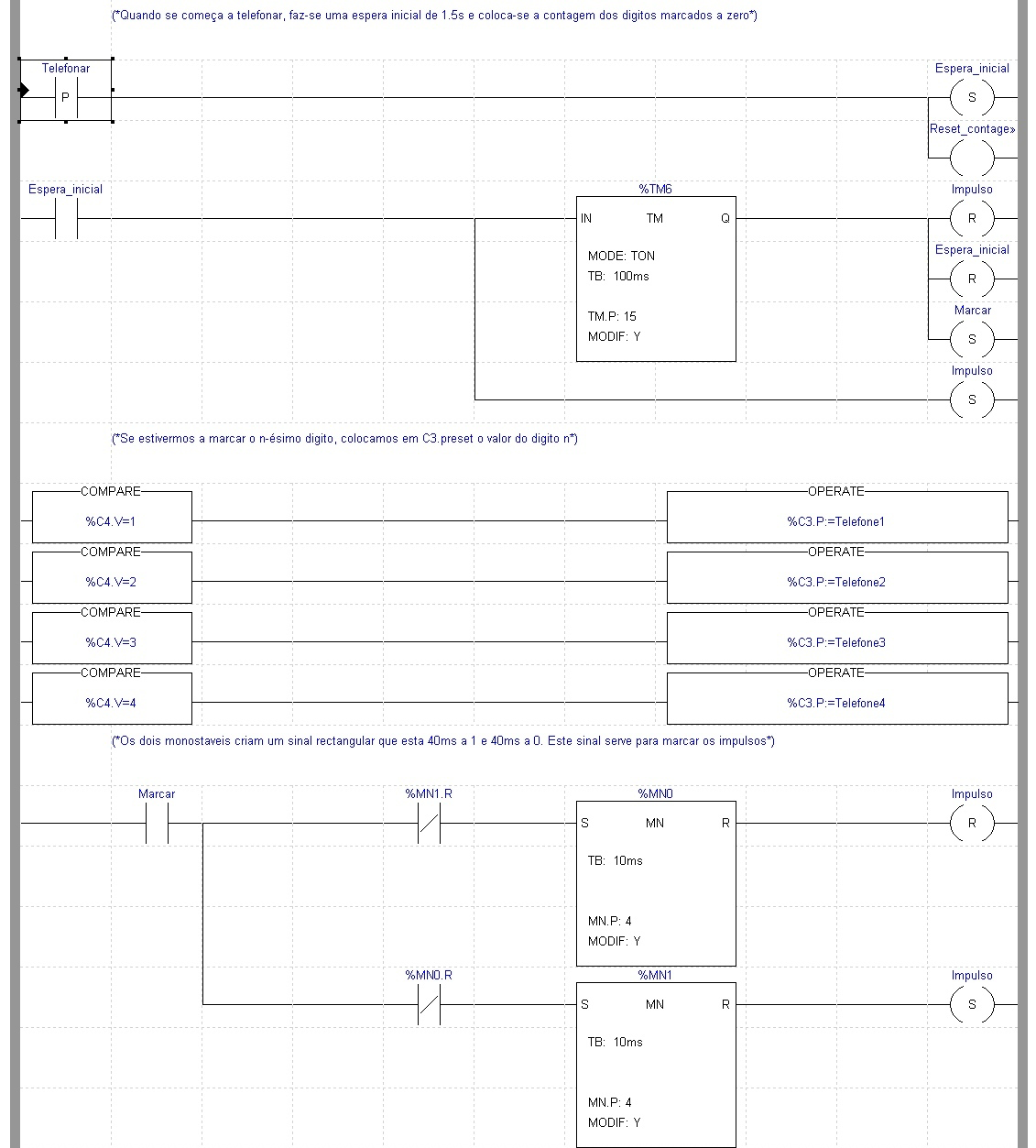

래더 로직(Ladder logic) 또는 래더 프로그래밍(Ladder programming)은 원래 공장 및 산업에서 전기 및 기계을 사용하는 제조 및 공정 제어에 사용되는 릴레이 랙의 설계 및 구성을 문서화하는 서면 방법이었다. 이것은 릴레이 랙의 각 장치가 표시된 다이어그램 사이에 연결되어있는 래더 다이어그램(Ladder Diagram,LD)의 기호로 표시된다. 이후 발전하여 래더 로직(Ladder logic)은 이러한 LD를 심볼과 기호의 그래픽적 처리를 통해서 프로그래밍을 할 수 있는 것을 가리킨다. 그러나 여전히 명령어 리스트(instruction list)인 니모닉(Mnemonic) 수준에서 어셈블리언어의 텍스트에 기반 및 호환된다.

## 래더 프로그래밍
특히 래더 프로그래밍은 프로그래머블 로직 컨트롤러(PLC)프로그래밍의 주요한 언어중 하나이다.

## 니모닉
니모닉(mnemonic)은 컴퓨터과학에서 인간이 기억하기 쉬운 형태로 이름을 나타내는 기호를 가리킨다. 예를 들어, 어셈블리 언어에서 더하기를 나타내는 애드(ADD)나 곱하기를 나타내는 멀(MUL) 따위의 명령 코드를 이른다. 니모닉 코드라고도 한다.

## 같이 보기
- MCU